# 2 (Tanz)
2 ist eine Choreographie für zwei Menschen von Tao Ye und Duan Ni, die auch von diesen beiden Tänzern am 2. Juni 2012 in Singapur uraufgeführt wurde.

## Titel, Daten
Tao Ye: „Derzeit beruhen die Namen meiner kreativen Arbeiten auf einer Zahlenreihe. Ich hoffe, die Konventionen der Sprache abschütteln zu können, die das Publikum beeinflussen, bevor es noch die Aufführung gesehen hat.“ Folgerichtig trägt diese Arbeit die Ziffer 2, da sie von zwei Personen getanzt wird. Das Konzept stammt von Tao Ye, die Musik von Xiao He, die Kostüme von Li Min. Das Lichtdesign der Uraufführung wurde von Wang Peng gestaltet, danach von Ma Yue. Das Werk dauert fünfzig Minuten.
Die Arbeit ist ein Auftragswerk des Singapore Arts Festival, der NorrlandsOperan in Umeå und der Dansmakers Amsterdam.

## Werk
Zu Beginn liegen beide Tänzer lange bewegungslos auf dem weißen Boden, Füße zum Publikum. … sie räkeln sich kurz, strecken sich, bewegen die Hand, einen Fuß, erheben einen Körperteil, senken den anderen. „Das in Overalls mit weiten Hosen gekleidete Paar scheint hier immer wieder mit dem sie tragenden Boden zu verschmelzen.“ Beide tragen Glatzen. Die Kleidung ist androgyn, wie der Tanz. Erotik gibt es nicht, die Menschen sind auf ihre Existenz zurückgeworfen. Schließlich erwachsen sie, tanzen sie, bisweilen synchron, bisweilen komplementär, zumeist unabhängig voneinander. Zwei Menschen stehen ständig in Bezug zueinander, aber nicht in Beziehung. Sie berühren einander nie. „Eine Gemeinsamkeit aller meiner Stücke ist, dass es keinen Unterschied zwischen den Geschlechtern gibt. Es besteht also nicht dieses konventionelle Verhältnis zwischen Mann und Frau. Im Stück '2' stehe ich deshalb eigentlich auch nicht mit meiner Gattin Duan Ni auf der Bühne, sondern wir stellen vielmehr zwei Behauptungen oder Punkte dar.“
Gegen Schluss des Werkes wird es stockdunkel, Pause bei fortwährender Tonkulisse. Es wird Licht und minutenlang bleibt die weiße Tanzfläche unberührt im Bild. Links, rechts und hinten schwarze Vorhänge, oben – bei den Wiener Aufführungen – die Decke des Historismus, weitgehend verdeckt von einigen Batterien Scheinwerfern. Es herrschst das Nichts. Aus dem Hintergrund laufen die zwei Tänzer vors Publikum, stellen sich auf, denken nach, gehen in sich. Der stärkste Moment eines starken Abends. In Bewegungslosigkeit und Kontemplation endet das Stück.

## Musik
Die Musik von Xiao He beginnt mit minutenlangem Rauschen, erinnernd an einen nicht funktionierenden Fernseher, und kann auch als Geräuschkulisse interpretiert werden. Nur fallweise entsteht Rhythmik, selten Chromatik, nie Harmonik. Der enervierende Charakter über weite Stellen ist ebenso evident intendiert, wie die poetischen Passagen oder die Stille. Xiao He hat „einen die Dynamik von Flüssigkeiten suggerierenden, elektronischen Soundscore gefunden.“

## Stil
Tao Ye: „Der Versuch, etwas als westlich oder östlich zu etikettieren, zeigt nur, wie begrenzt die menschliche Wahrnehmung ist.“ Weiters: „Zu meinen Stücken gibt es die verschiedensten Assoziationen. Der Eine sieht Ähnlichkeiten mit der Kalligraphie, der Zweite mit der Malerei und der Dritte eben mit dem chinesischen Schattenboxen. Ich suche im Tanz nach Formen der Bewegung und die kann es natürlich auch in anderen Kunstformen geben, für mich gibt es jedoch keinen direkten Zusammenhang.“

## Aufführungen
- M.A.D.E. Festival, Umeå, 13. Mai 2011 – work in progress (Voraufführung)
- Singapore Arts Festival, 3. und 4. Juni 2011 – Uraufführung
- American Dance Festival, 20., 21., 22. Juni 2011
- Dansmakers, Theater Bellevue, Amsterdam, 8. und 9. November 2011
- Dance Tel Aviv Festival, Mai 2013
- National Centre for the Performing Arts, Peking, 3. und 4. August 2013
- Wiener Festwochen, Odeon, 31. Mai, sowie 1., 2. und 3. Juni 2014

Diese Liste besteht derzeit noch ohne Anspruch auf Vollständigkeit.

## Presse/Nachweise
1. ↑  Tao Ye im Gespräch, in: 4 + 2, Programmblatt der Wiener Festwochen 2014, hg. von Markus Hinterhäuser und Frie Leysen, 2
2. 1 2 3  Helmut Ploebst: "Sei der Wandel, den du selber sehen möchtest", Der Standard, 30. Mai 2014
3. 1 2  Wolfgang Popp: Tao Ye bei den Wiener Festwochen, Ö1 Kulturjournal, 30. Mai 2014